# Jugenheim in Rheinhessen

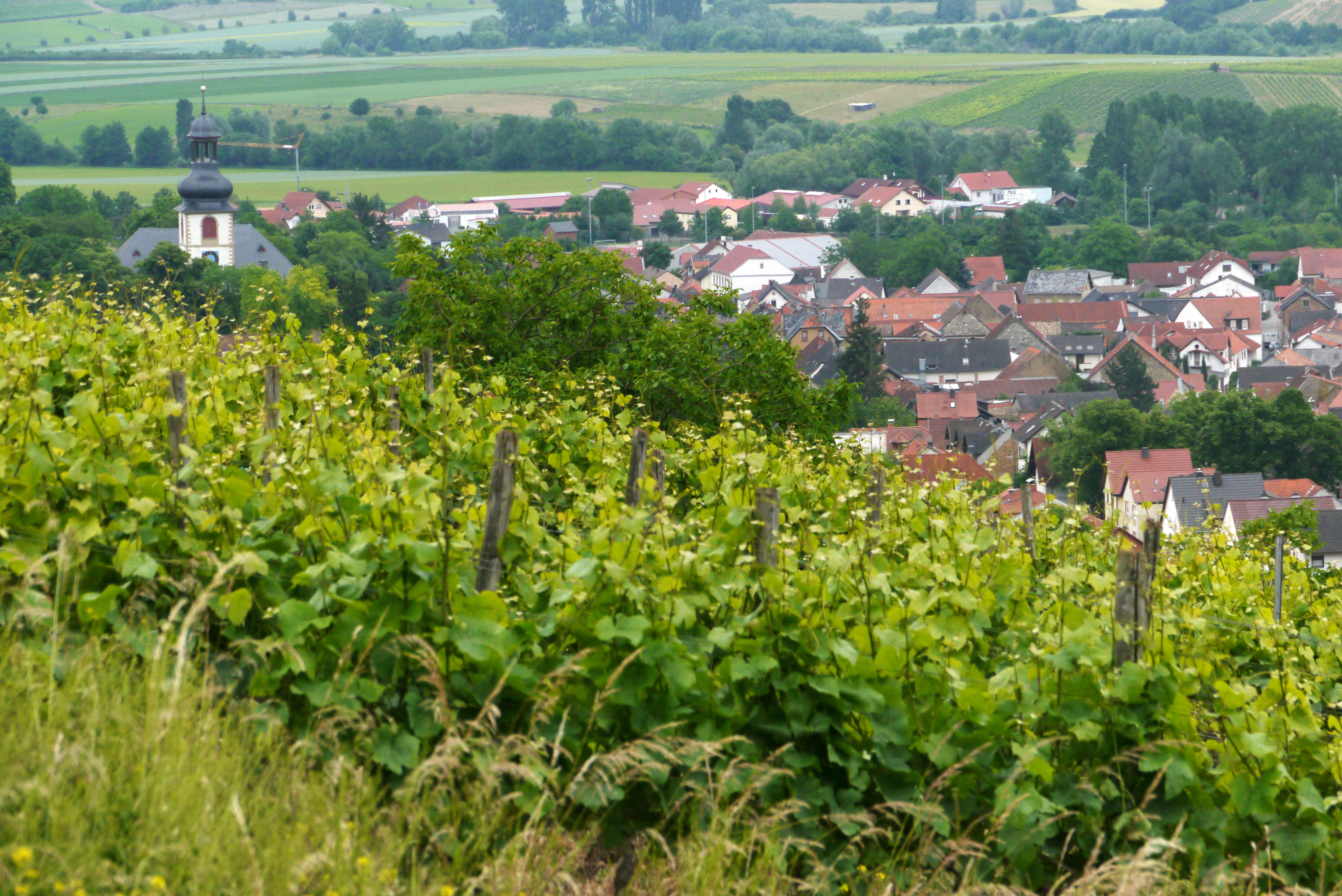
Jugenheim in Rheinhessen

Jugenheim in Rheinhessen ist eine Ortsgemeinde im Landkreis Mainz-Bingen in Rheinland-Pfalz. Der Weinort gehört der Verbandsgemeinde Nieder-Olm an.

## Geographie
Jugenheim liegt mitten zwischen Mainz, Bingen, Alzey und Bad Kreuznach in Rheinhessen.

## Geschichte
Bereits seit der jüngeren Steinzeit war die Gegend um Jugenheim besiedelt, was sich durch zahlreiche Funde beweisen lässt. Ein südlich des Dorfes 1924 entdeckter fränkischer Friedhof und die Endung des Ortsnamens auf -heim lassen darauf schließen, dass es sich bei Jugenheim um eine Gründung der Franken in der Landnahmezeit (5./6. Jahrhundert) handelt. Ob sich die Erwähnung eines Ortes „Gaginheim“ im Lorscher Codex von 767 auf Jugenheim bezieht, wird von der Forschung gelegentlich bestritten. In Urkunden tritt der Ortsname im 9. Jahrhundert als „Goganheim“ sowie im 13. bzw. 14. Jahrhundert als „Guginheim“ und „Gugenheym“ auf, bis sich die endgültige Bezeichnung „Jugenheim“ daraus entwickelte.
Kaiser Otto I. schenkte 966 der Kirche des Heiligen Moritz in Magdeburg verschiedene Güter in Jugenheim. Das Kloster Otterberg war im Ort begütert. Durch einen Gütertausch kam das Dorf 1112 an den Mainzer Erzbischof Adalbert I. von Saarbrücken. Nachdem Jugenheim nachweislich seit dem Anfang des 14. Jahrhunderts im Besitz der Raugrafen von der Altenbaumburg und danach derer von Sponheim-Dannenfels war, gelangte der Ort 1393 durch Heirat an die Dynastie Nassau. Diese Zugehörigkeit an wechselnde Linien des Hauses Nassau-Saarbrücken blieb bis zum Ende des 18. Jahrhunderts bestehen. Von 1769 bis 1777 war Jugenheim an Nassau-Usingen verpfändet. 1794 wurde Jugenheim kurzzeitig Residenz des Saarbrücker Fürsten (Erbprinz) Heinrich (Ludwig Karl Albrecht), der auf der Flucht vor den französischen Revolutionstruppen, die 1795 Jugenheim besetzten, hierher geflohen war.
Seit dem 13. Jahrhundert war Jugenheim Sitz eines Gerichts, unter Nassau-Saarbrücken wurde der Ort Mittelpunkt eines Amtes, zu dem Tiefenthal sowie Teile von Wöllstein, Gumbsheim und Pleitersheim gehörten.
Dem Haus Nassau-Saarbrücken verdankt Jugenheim auch eine neue Kirche St. Martin, die Fürst Wilhelm Heinrich von Nassau-Saarbrücken (1718–1768) nach Beendigung des Siebenjährigen Krieges am 31. März 1762 erbauen ließ. Die erste Erwähnung der Pfarrei Jugenheim stammt von 1299, bei der damals schon bestehenden Kirche handelt es sich um eine Chorturmkirche, die dem Mainzer Dompatron, dem Heiligen Martin, geweiht war. Erst am 28. Mai 1775 konnte nach vielen finanziellen Schwierigkeiten das neue Gotteshaus seiner Bestimmung übergeben werden. Eine gebrauchte Orgel wurde erst 1804 angeschafft.
Als bedeutendste Epoche Jugenheims kann das 18. Jahrhundert bezeichnet werden, in dem die Neubauten von Kirche, Amtshaus und Pfarrhaus entstanden. Von der dreifachen Umwallung und den drei mittelalterlichen Toren ist nichts mehr erhalten. Von 1798 bis 1814 gehörte der Ort zum Kanton Oberingelheim im Departement Donnersberg.
Das 19. Jahrhundert brachte für Jugenheim eine ruhige Entwicklung. Die Bevölkerungszahl stieg von 717 in 1815 auf 1100 Einwohner an. Maßgebend für die bescheidene bauliche Entwicklung blieben die alten Grenzen des Ortes, die erst nach dem Zweiten Weltkrieg überschritten wurden. 1852 wurde ein „Rettungshaus für sittlich verwahrloste Knaben“ in einem heute noch erhaltenen und renovierten Haus am Edelsberg eingerichtet. In den ersten Jahren des 20. Jahrhunderts wurde Jugenheim an die rheinhessische Wasserversorgung angeschlossen, die Kanalisierung erfolgte in den 1920er Jahren. Seit 1904/05 gab es eine eingleisige Bahnlinie nach Ingelheim am Rhein. Die Strecke, an die der inzwischen Wohnzwecken dienende Bahnhof erinnert, wurde 1954 aus wirtschaftlichen Gründen stillgelegt. Ein Kriegerdenkmal, das eine Statue der Germania zeigt, wurde zum Andenken an den Krieg 1870/71 an der Hauptstraße gegenüber dem neuen Dorfplatz errichtet. Gedenkstätten an die Toten der beiden Weltkriege finden sich auf dem alten Friedhof bei der Kirche. Der neue Friedhof wurde an der Straße nach Stadecken-Elsheim angelegt. Südöstlich des Ortes liegt der alte jüdische Friedhof, ein bedeutendes historisches Zeugnis. Bestattet wurden hier Juden aus Jugenheim und umliegenden Gemeinden vom 18. Jahrhundert bis etwa 1935.
Zu den wenigen öffentlichen Bauaufgaben nach dem Zweiten Weltkrieg gehörte unter anderem die Errichtung eines neuen Schulhauses 1951. Seit Auflösung der Schule dient das Gebäude als Rathaus und Dorfgemeinschaftshaus. 1978 konnte die Sport- und Gemeindehalle eingeweiht werden. Im Zuge der Gebietsreform kam Jugenheim zur Verbandsgemeinde Nieder-Olm im Landkreis Mainz-Bingen. Die Bauliche Entwicklung des Ortes hat Ende der 1980er Jahre die alten Dorfgrenzen überschritten. Seit 1960 wurden Neubaugebiete im Süden des Ortskerns angelegt. Nach wie vor kommt der Landwirtschaft – vor allem der Weinbau – große Bedeutung zu, doch werden immer mehr Betriebe im Nebenerwerb geführt. Die meisten der erwerbstätigen Einwohner gehen auswärts einer Tätigkeit nach. Seit 1987 ist Jugenheim eine anerkannte Dorferneuerungsgemeinde.
Bevölkerungsentwicklung
Die Entwicklung der Einwohnerzahl von Jugenheim in Rheinhessen, die Werte von 1871 bis 1987 beruhen auf Volkszählungen:
| Jahr | Einwohner |
| ---- | --------- |
| 1815 | 717       |
| 1835 | 1.050     |
| 1871 | 1.132     |
| 1905 | 1.093     |
| 1939 | 869       |

| Jahr | Einwohner |
| ---- | --------- |
| 1950 | 1.083     |
| 1961 | 927       |
| 1970 | 1.008     |
| 1979 | 973       |
| 1987 | 1.016     |

| Jahr | Einwohner |
| ---- | --------- |
| 1997 | 1.418     |
| 2005 | 1.649     |
| 2011 | 1.573     |
| 2017 | 1.610     |
| 2023 | 1.699     |

## Politik

### Gemeinderat

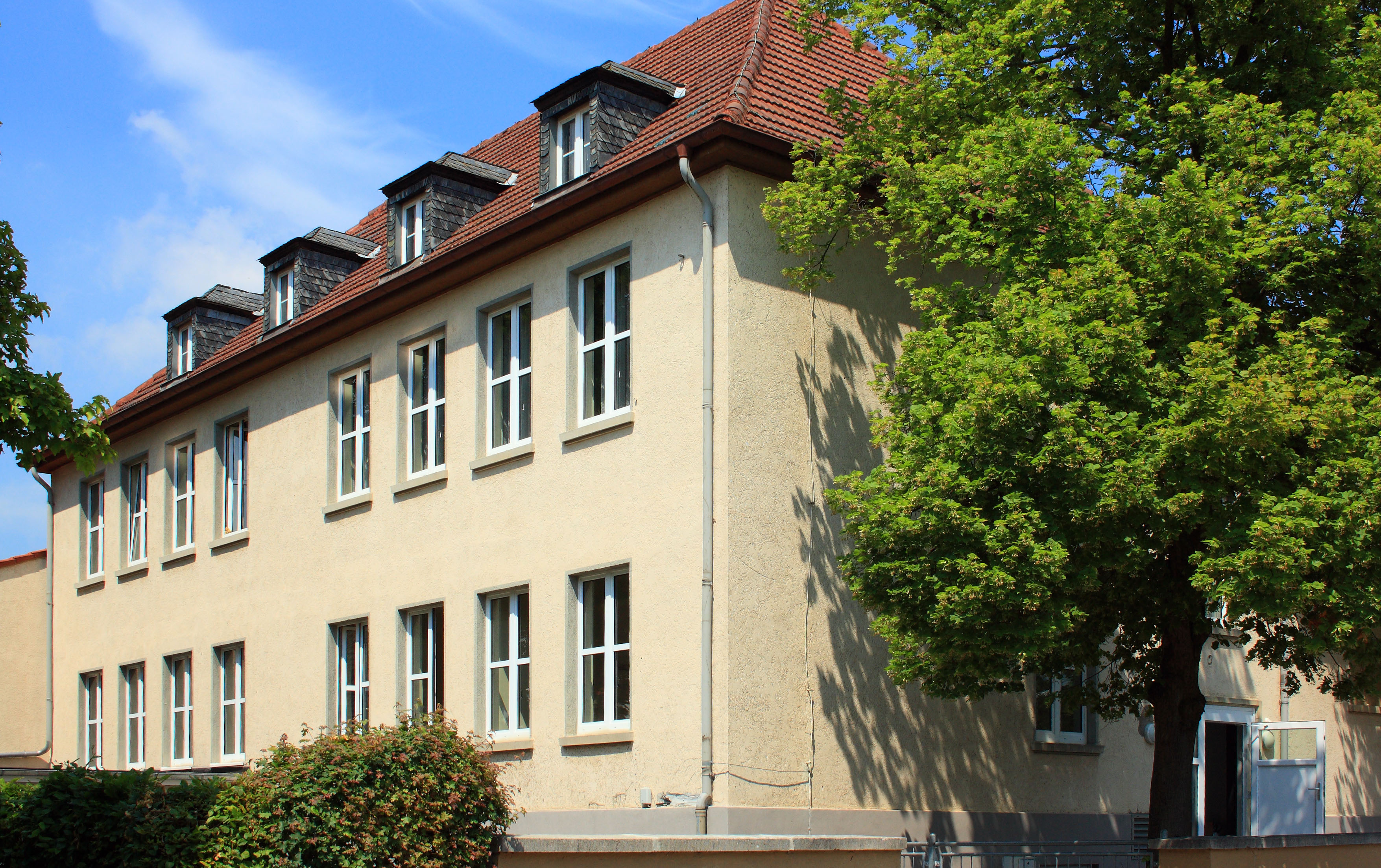
Rathaus

Der Gemeinderat in Jugenheim besteht aus 16 Ratsmitgliedern, die bei der Kommunalwahl am 9. Juni 2024 in einer personalisierten Verhältniswahl gewählt wurden, und dem ehrenamtlichen Ortsbürgermeister als Vorsitzendem.
Die Sitzverteilung im Gemeinderat:
| Wahl | SPD | CDU | FWG | Gesamt   |
| ---- | --- | --- | --- | -------- |
| 2024 | 5   | 4   | 7   | 16 Sitze |
| 2019 | 8   | 3   | 5   | 16 Sitze |
| 2014 | 9   | 2   | 5   | 16 Sitze |
| 2009 | 10  | 1   | 5   | 16 Sitze |
| 2004 | 9   | 2   | 5   | 16 Sitze |

- FWG = Freie Wählergruppe in der Verbandsgemeinde Nieder-Olm

### Bürgermeister
Tim Süssenberger (CDU) wurde am 8. Juli 2024 Ortsbürgermeister von Jugenheim. Bei der Direktwahl am 9. Juni 2024 hatte er sich (unterstützt von FWG und CDU) mit einem Stimmenanteil von 67,2 % gegen eine weitere Bewerberin durchgesetzt.
Süssenbergers Vorgänger Herbert Petri (SPD) hatte das Amt 1999 übernommen. Bei der Wahl 2024 war er nicht erneut angetreten.

### Wappen
| Wappen von Jugenheim in Rheinhessen | Blasonierung: „Auf blauem, mit sieben silbernen Kreuzchen bestreutem Grund ein silberner, steigender, rot gekrönter und silbern rot bewehrter Löwe.“ |
| Wappen von Jugenheim in Rheinhessen | |

1956 wurde ein Vorschlag für eine neue Blasonierung eingereicht, die fast identisch mit der heutigen ist. In diesem Fall hält der Löwe zwischen den Pranken aber zusätzlich ein goldenes J.
Das Wappen des Ortsherrn ab 1393, Graf Philipp I. von Nassau, zeigte den Nassauer Löwen geviert mit dem Saarbrücker Löwen. Der Ort führte 1466 noch kein eigenes Gerichtssiegel. Das seit 1484 belegte Gerichtssiegel der Gemeinde mit der Umschrift „Sigillum-dess-Gericht-in-Gogenem“ zeigte im Siegelbild einen Löwen.

### Gemeindepartnerschaften
- Die Partnergemeinde von Jugenheim ist seit 1987 Oberhoffen-sur-Moder im Elsass.

## Kultur und Sehenswürdigkeiten

### Bauwerke
Die evangelische Martinskirche wurde 1775 geweiht und ist mit ihren 1.000 Sitzplätzen eine der größten Kirchen Rheinhessens. Ihre Wegmann-Orgel von 1762 samt originaler Orgelbrüstung stammt aus der Mainzer Welschnonnenkirche. An den Wänden und in den tiefen Laibungen der drei Fenster des Turmes konnten qualitätvolle Wandmalereien aus der Zeit um 1420 erhalten werden. Im späten 15. Jahrhundert wurde ein gotisches Sakramentshäuschen eingebaut.

### Sport
- drei Tennisplätze unter freiem Himmel
- die 1999 erbaute Tennishalle mit 2 Spielfeldern
- Sportanlage mit Naturrasenplatz
- Reitplatz mit Reithalle
- Beachvolleyballfeld (erbaut 2005)
- Skaterpark (erbaut 2009)

## Natur

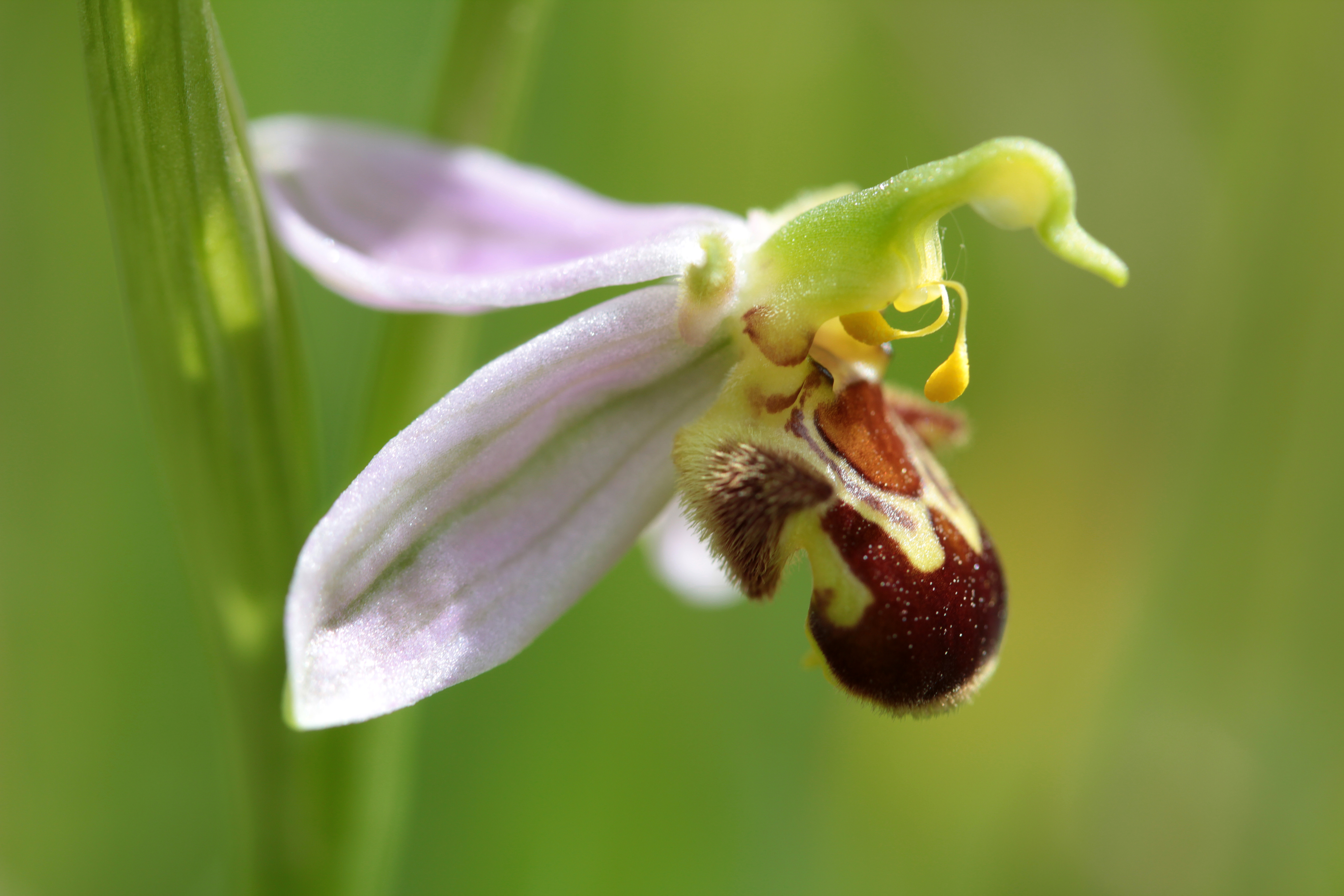
Die seltene Orchidee Bienen-Ragwurz aus Jugenheim

Circa 25 Hektar naturschutzfachlich hochwertiger Fläche werden in Jugenheim vom NABU Mainz und Umgebung betreut. Im Landschaftsplan der VG Nieder-Olm werden diese Flächen als mit die „wertvollsten Flächen in der Verbandsgemeinde“ bezeichnet. Im Besonderen werden das „Jugenheimer Wäldchen“ und die „Biotope am Bleichkopf“ auf Grund ihrer hohen ökologischen Wertigkeit als zukünftige „mögliche Naturschutzgebiete“ genannt. In den betreuten Gebieten finden sich seltene Orchideen wie die Bocks-Riemenzunge und das Knabenkraut. In seiner Heimatgemeinde hat es der ehemalige Winzer und NABU-Vertreter „Heinfried Greß mit Unterstützung von weiteren ehrenamtlichen NABU-Mitarbeitern geschafft, Schleiereulen und Turmfalken anzusiedeln und bedrohten Pflanzenarten wieder eine Heimat zu bieten.“ Greß wurde dafür 2010 mit dem Bundesverdienstkreuz ausgezeichnet.

## Wirtschaft und Infrastruktur
Im Ort gab es eine seit dem 18. Jahrhundert  bis in die 2020er Jahre im Familienbesitz stammende Brot- und Feinbäckerei (Geschlossen spätestens 2025). Die älteste Gaststätte wurde um 1880 gegründet. Außerdem gab es einen CAP-Lebensmittelmarkt (Geschlossen spätestens 2025).
Seit 1980 ist Jugenheim am Erdgas-Verbundnetz angeschlossen.

### Öffentliche Einrichtungen
- Gemeindekindergarten
- Kindergarten der evangelischen Kirchengemeinde
- Freiwillige Feuerwehr
- Gemeindehaus
- Jugendtreff im Rathauskeller

## In Jugenheim geboren
- Heinrich Anton Leichtweiß (1723–1793), Bäcker und Gastwirt in Dotzheim
- Philipp Jakob Maul (1841–1922), Unternehmer
- Claus Schick (* 1944), Politiker der SPD und ehemaliger Landrat des Landkreises Mainz-Bingen.
- Eberhard Schmidt (* 1960), Ingenieur der Verfahrenstechnik und Hochschulprofessor